# Grigori Wladimirowitsch Janez
Grigori Wladimirowitsch Janez (russisch Григорий Владимирович Янец; * 18. August 1948 in Orgejew, Moldauische SSR) ist ein ehemaliger sowjetischer Fußballspieler und -trainer.

## Leben und Karriere
Grigori Janez wurde 1948 in Orgejew (heute Orhei) geboren. Mit dem professionellen Fußballspielen begann er 1966 bei Awintul Kischinjow und wurde auch in die U19-Nationalmannschaft der Sowjetunion einberufen. 
Zwei Jahre später wechselte er zu Torpedo Moskau in die höchste sowjetische Liga. Bis 1974 verblieb er bei den Hauptstädtern, wo der Verteidiger 129 Ligaspiele absolvierte und drei Tore schoss. Gleich in seinem ersten Jahr bei den Moskowitern konnte er den Sowjetischen Fußballpokal gewinnen. In der Saison 1972 wurde er an ZSKA Moskau ausgeliehen. 
1976 wechselte er auf die Krim zu Tawrija Simferopol, wo er jedoch ohne Einsatz blieb und sein Vertrag bereits 1977 wieder aufgelöst wurde. Nach zwei Jahren Vereinslosigkeit kehrte er noch einmal für eine Saison zu seinem alten Verein nach Kischinjow zurück, der inzwischen als „Nistru“ antrat und beendete anschließend seine Karriere.
Zwischen 1986 und 1988 arbeitete Janez noch einmal als Trainer, zunächst bei Sarja Belzy, dann bei Niwa Ternopol. Danach kehrte er dem Profifußball endgültig den Rücken. Janez lebt heute in Moskau.